# Teoria di Peccei-Quinn
In fisica delle particelle la teoria di Peccei-Quinn è la più importante teoria sviluppata per risolvere il problema della CP forte, ovvero il mancato riscontro sperimentale della violazione della simmetria CP prevista dalla cromodinamica quantistica.
Fu proposta da Roberto Peccei ed Helen Quinn nel 1977 e implica l'esistenza di un nuovo tipo di particella senza massa chiamata assione. 

## Fondamenti
Si può aggiungere alla lagrangiana della cromodinamica quantistica un termine, dipendente da un parametro detto θ, che viola la simmetria CP. Tuttavia gli effetti di un termine di questo tipo non sono mai stati rilevati sperimentalmente, indicando che probabilmente θ deve essere zero oppure molto piccolo e che la simmetria non viene in realtà violata. La risoluzione di tale problema, cioè la non violazione della simmetria CP nell'interazione forte, prevista a livello teorico (cosiddetto problema della CP forte), coincide con la spiegazione per l'annullarsi di θ.
Peccei e Quinn proposero che θ potesse essere originato da un campo dinamico, invece che essere una costante. Dato che nella teoria quantistica dei campi, ciascun campo produce una particella, questo campo deve corrispondere a una particella che fu chiamata da Frank Wilczek assione. Il potenziale associato a questo campo fa sì che il suo valore di aspettazione del vuoto (VEV) si annulli, facendo conseguentemente annullare il parametro θ.
La simmetria di Peccei e Quinn è una simmetria globale U(1), sotto la quale un generico campo scalare complesso è carico. La simmetria è spontaneamente rotta dal valore di aspettazione del vuoto non nullo ottenuto da questo campo scalare e l'assione è il bosone di Goldstone associato a questa rottura della simmetria. Se la simmetria è anche una simmetria di gauge allora l'assione è mangiato dal bosone di gauge, cioè il bosone di gauge diventa massivo facendo scomparire l'assione come grado di libertà fisico (vedi meccanismo di Higgs). Questo effetto è desiderabile da un punto di vista fenomenologico perché cancella una particella priva di massa che, altrimenti, avrebbe dovuto già essere stata osservata sperimentalmente.